# Белавин, Александр Абрамович
Алекса́ндр Абрамо́вич Бела́вин (род. 28 августа 1942, Горький) — советский и российский физик-теоретик, известный своим вкладом в теорию струн. Член редколлегии Moscow Mathematical Journal, член-корреспондент РАН, профессор МФТИ, Независимого московского университета, автор более 80 научных работ и монографий.

## Биография
Родился в семье инженера Абрама Моисеевича Раппопорта (1919—1985). Отец возглавлял конструкторский отдел на горьковском авиастроительном заводе имени Орджоникидзе, мать преподавала в радиотехническом техникуме.
В 1967 году окончил Московский инженерно-физический институт, в 1970 году — аспирантуру в МИФИ, защитив кандидатскую диссертацию «Некоторые вопросы теории слабых взаимодействий элементарных частиц». В 1970 году начал работать в Горьковском государственном университете.
С 1976 года — в Институте теоретической физики имени Ландау. В 1977 году защитил докторскую диссертацию «Калибровочная инвариантность, инстантоны и проблема невылетания кварков».
С 2004 года — главный научный сотрудник, заведующий сектором квантовой теории поля в Институте теоретической физики имени Ландау РАН. 22 декабря 2011 года был избран членом-корреспондентом РАН по Отделению физических наук, специализация — «ядерная физика».

## Общественная позиция
Тайно принял православное крещение от отца Александра Меня.
В феврале 2022 подписал открытое письмо российских учёных с осуждением вторжения России на Украину.

## Награды
- 2005 — премия Гумбольдта[6]
- 2007 — премия Померанчука[7]
- 2011 — премия Онсагера (совместно с Александром Поляковым и Александром Замолодчиковым за создание конформной теории поля
- 2023 — золотая медаль Ландау за цикл работ в области теоретической и математической физики, включая квантовую теорию поля